# بولندا في العصر البرونزي والعصر الحديدي
حضارتا العصر البرونزي والعصر الحديدي في بولندا حضارتان عُرفتا عبر البحث الأثري بشكل أساسي. بدأت حضارات العصر البرونزي المبكر في بولندا نحو 2300-2400 قبل الميلاد، في حين بدأ العصر الحديدي نحو 750-700 قبل الميلاد. لم تعد الحضارات الأثرية للعصر الحديدي موجودة منذ بداية الحقبة العامة. يُعتبر موضوع الإثنية والانتماء اللغوي للمجموعات التي عاشت في أوروبا الوسطى آنذاك موضعَ تكهنات؛ نظرًا لعدم وجود سجلات مكتوبة، لذا ثمّة خلاف كبير جدًا حوله. برزت الحضارة اللوساتية التي امتدت عبر العصرين البرونزي والحديدي بالأخص في بولندا. من أكثر الاكتشافات الأثرية شهرةً في تلك الفترة مستوطنة بيسكوبين المحصنة (غورد) على البحيرة التي سمِّيت تيمنًا بها، ممثلةً بذلك الحضارة اللوساتية في العصر الحديدي المبكر.
تألف العصر البرونزي في بولندا من الفترة الأولى (المبكرة) من 2300 حتى 1600 قبل الميلاد، والفترة الثانية (القديمة) من 1600 حتى 1350 قبل الميلاد، والفترة الثالثة (الوسطى) 1350 حتى 1100 قبل الميلاد، والفترة الرابعة (الفتية) من 1100 حتى 900 قبل الميلاد، والفترة الخامسة (الأخيرة) 900 حتى 700 قبل الميلاد. شمل العصر الحديدي المبكّر فترة هالستات سي من 700 حتى 600 قبل الميلاد، وفترة هالستات دي من 600 حتى 450 قبل الميلاد.
جُلِبت القطع البرونزية الموجودة في بولندا نحو 2300 قبل الميلاد عبر حوض الكاربات (حوض بانونيا). هيمنت حضارة الأونيتيتسه الابتكارية على العصر البرونزي الأصلي المبكر في بولندا الغربية، بينما هيمنت حضارة ميرزونافيتسا المحافظة في الشرق. استُبدِلت هاتان الحضارتان بأراضيهما المعنية خلال حقبة العصر البرونزي الأقدم، بحضارة توميولوس (حضارة التلال الجنائزية)  (ما قبل اللوساتية) وحضارة شتينيتس. تُعتبر حضارة أورنفيلد من الخصائص المميزة لفترات العصر البرونزي المتبقية، إذ استُبدلت مدافن الهياكل العظمية ضمن نطاق حضارتهم بحرق الجثث في معظم أنحاء أوروبا. هيمنت مستوطنات الحضارة اللوساتية على المشهد البولندي منذ ما يقرب ألف عام، واستمرت بذلك متضمنةً العصر الحديدي المبكر. أدت سلسلة من الغزوات السكوثيونية التي بدأت في القرن السادس قبل الميلاد إلى انهيار الحضارة اللوساتية. كانت فترة هالستات دي بمثابة فترة التوسع لدى حضارة بوميرانيا، بينما شغلت حضارة كورغان البلطيق الغربية إقليم ماسوريا وارميا في بولندا المعاصرة.

## حضارة الأونيتيتسه وغيرها من حضارات العصر البرونزي

### حضارة الأونيتيتسه
بدأ العصر البرونزي في بولندا، إضافة إلى أي مكان آخر في أوروبا الوسطى، بحضارة الأونيتيتسه الابتكارية، التي وُجِدت في سيليزيا وجزء من بولندا الكبرى خلال الفترة الأولى من الحقبة العائدة إلى ما قبل 2200 إلى 1600 قبل الميلاد. تألفت أصول هذا المجتمع الزراعي المستقر من التقاليد المحافظة الموروثة من سكان حضارة الخزف المحزم (حضارة كوردِد وير) والعناصر الديناميكية لشعب حضارة القدور الجرسية (حضارة بيل بيكر). أقام شعب الأونيتيتسه بشكل ملحوظ شبكة علاقات مع الحضارات المتطورة في حوض الكاربات، التي من خلالها كوّنوا روابط تجارية مع حضارة اليونان المبكرة. تركت حضارتهم تأثيرًا ملهمًا لدى حضارات الشرق الأوسط المتطورة جدًا آنذاك.
تميّزت مجتمعات الأونيتيتسه مقارنةً مع حضارات أواخر العصر الحجري الحديث بانتشار الترف والثراء العام والطبقات الاجتماعية المتقدمة. كانت المواد المصنوعة من البرونز ذات الطبيعة الفاخرة أو المرموقة غالبًا مطلوبة بشدة بصفتها رموزًا للقوة والأهمية وعادةً ما وُجدت في قبور «الأمراء». عُثِر على 14 موقع من هذه المدافن، وهي تلال دائرية من التراب مكدسة فوق هياكل خشبية وطينية وحجرية يصل قطر بعضها إلى 30 متر، في قرية وينك ماوي (بالبولندية: Łęki Małe) بالقرب من بلدة غرودزيسك فيلكوبولسكي (بالبولندية: Grodzisk Wielkopolski). شُيِّدت تلك المدافن في الفترة 2000-1800 قبل الميلاد، ما يشير إلى وجود سلالة حاكمة محلية. يدل انتشار المواد البرونزية المصنَّعة محليًا (كانت الخناجر الأونيتيتسيّة مطلوبة بشدة في جميع أنحاء أوروبا وفي منطقة الأناضول) -بعيدًا عن مراكز استخراج المعادن الخام (تعدين الركاز) أو الحِرف اليدوية البرونزية- على سيطرة طبقة النخبة وتحكمها بطرق التجارة، بما في ذلك نقل الكهرمان من شواطئ بحر البلطيق إلى حِرفيّي منطقة بحر إيجة. عُثر على العديد من الكنوز البرونزية المخفية (لأسباب غير معروفة)، بما في ذلك كنز فاخر من قرية بيلتش (بالبولندية: Pilszcz) بالقرب من بلدة غوبتشتسه (بالبولندية: (Głubczyce. يُظهِر أسلوب صقل السيراميك الأونيتيتسي الإلهام المستوحى من الأوعية الأخيونية المُتحصل عليها عن طريق التجارة. شُيدت أيضًا المستوطنات المحصنة؛ إذ يقع أحد مواقع البحث النشطة في قرية بروشتيفو في مقاطعة كوشتيان، والذي كان قيد الاستخدام واختبر عددًا من المراحل خلال الفترة 2000-1500 قبل الميلاد. اكتُشِفت بقايا المستوطنات والمقابر في جميع أنحاء مدينة فروتسواف وأماكن أخرى في سيليزيا السفلى، بما في ذلك ورشة لتحضير الكهرمان في قرية نوفا فيش (بالبولندية: Nowa Wieś)، مقاطعة بوليسوافيتس (بالبولندية: Bolesławiec County).
تشير طبيعة الأسلحة والمواد الأخرى الموجودة في المواقع الأونيتيتسية إلى حالة مزمنة من الحرب وظهور طبقة من المحاربين. استسلمت حضارة الأونيتيتسه في نهاية المطاف إلى التدهور الاجتماعي والاقتصادي بعد أن كانت في طليعة الحضارات في زمانها ومكانها، ويُحتمل أنه تسارع انهيارها نتيجة الغارات المدمرة التي شنّها محاربو حضارة التلال الجنائزية العدوانية، التي حلت محلها في نهاية الأمر.

### حضارة الإيونو
كانت حضارة الإيونو، المسمّاة باسم قرية إيونو (بالبولندية: Iwno) الواقعة قرب بلدة شوبين بالبولندية: (Szubin)، معاصرة لحضارة الأونيتيتسه. تقع في منطقة كويافيا، شرق مدينة (غدانسك) بوميرانيا وشمال شرق بولندا الكبرى، وقد تأثرت بحضارة الأونيتيتسه التي استوردت منها سلعها البرونزية، وامتلكت العديد من الخصائص المشتركة مع حضارة ميرزونافيتسا (انظر أدناه). وُضِعت اللمسات الأخيرة بعناية فائقة على الأواني الفخارية الإيونوية ذات الجدران الرقيقة وكانت تربية الحيوانات الأليفة أمرًا مهمًا للاقتصاد.  

### جماعة بونيا
امتدت جماعة بونيا، التي سميت باسم أحد أحياء مدينة شتشين، خلال فترة مماثلة إلى بوميرانيا البولندية الوسطى والغربية، وهي معروفة بمدافن ذات صناديق حجرية.